# Circonscription de Watson

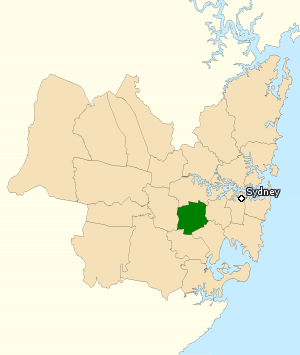
La circonscription de Watson (en vert) à Sydney en Nouvelle-Galles du Sud.

La circonscription de Watson est une circonscription électorale australienne en Nouvelle-Galles du Sud. Elle a été créée le 31 janvier 1992, pour remplacer l'ancienne circonscription de St George et porte le nom de Chris Watson, le premier Premier ministre travailliste d'Australie. Elle est située dans la banlieue sud de Sydney et comprend les quartiers de Canterbury, Belmore, Lakemba, Roselands, Kingsgrove et Hurstville. À la prochaine élection fédérale, elle comprendra également ceux de Strathfield, Strathfield Sud, Enfield, Burwood Heights, Burwood, Croydon Park, Greenacre, Chullora, Bankstown et Mount Lewis. 
Elle a été attribuée pour la première fois à l'élection fédérale de 1993. Le siège est actuellement un siège assuré pour le parti travailliste. Il a été détenu par Leo McLeay, un ancien président de la Chambre des représentants. 

## Députés
| Nom        | Parti        | Période de mandat |
| ---------- | ------------ | ----------------- |
| Leo McLeay | Travailliste | 1993-2004         |
| Tony Burke | Travailliste | 2004-en cours     |